# Waldhausen (Weilburg)
Waldhausen ist ein Stadtteil von Weilburg im mittelhessischen Landkreis Limburg-Weilburg.

## Geographie

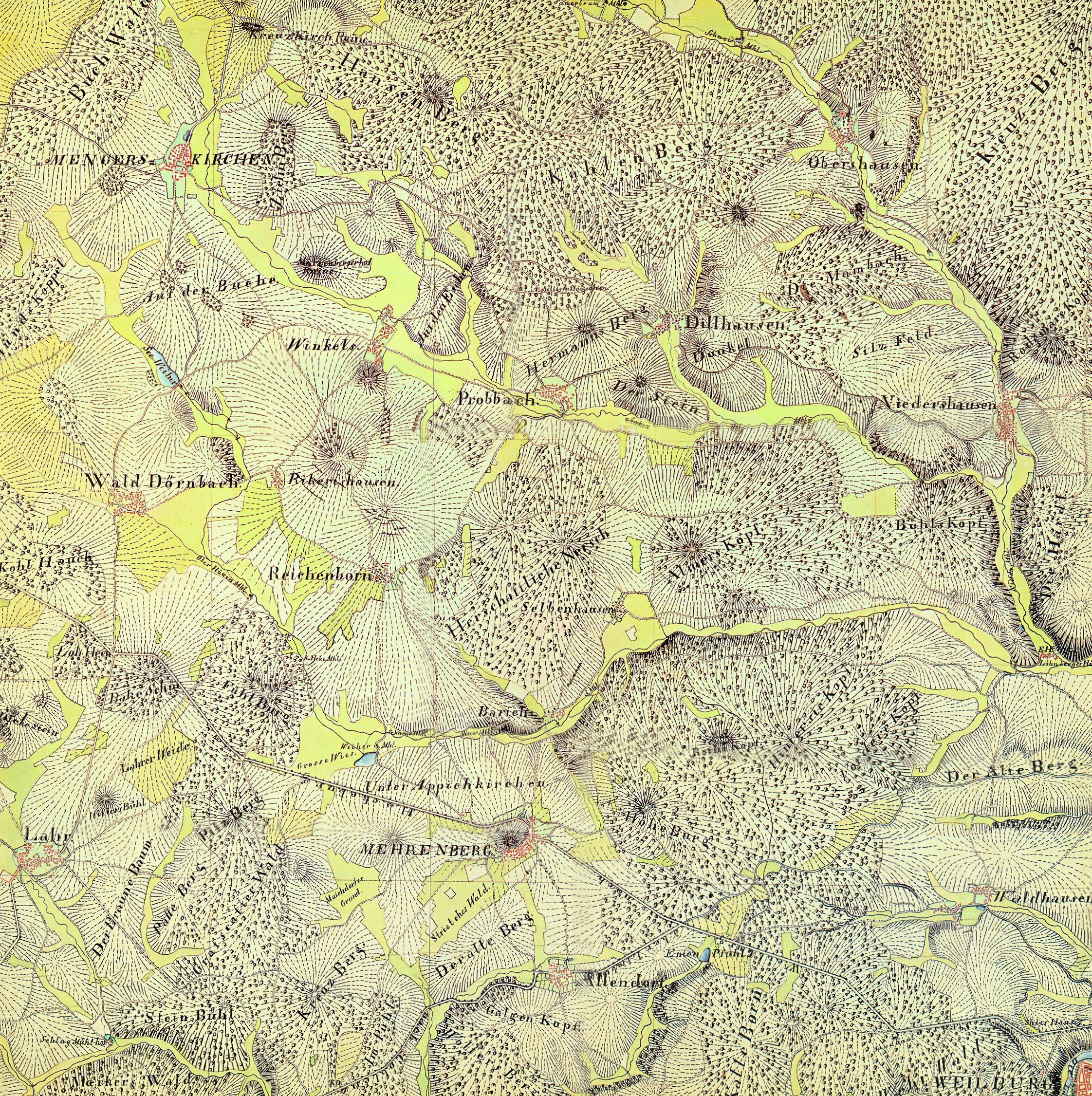
Im südöstlichen Bereich dieser Karte der Topographische Aufnahme der Rheinlande von 1819 ist die Ortschaft Waldhausen mit dem damaligen großen Weiher zu erkennen.

Waldhausen liegt am Westerwald und ist mit der Kernstadt Weilburg zusammengewachsen. Östlich des Ortes fließt die Lahn. Im Westen verläuft die Bundesstraße 49, im Süden die Bundesstraße 456. Im Ort treffen sich die Kreisstraßen 416 und 417.
Die Gemarkung der ehemaligen Gemeinde Waldhausen grenzt im Norden an Löhnberg, im Osten an Ahausen, im Süden an Weilburg, Odersbach und Hasselbach sowie im Westen an Allendorf und Merenberg.

## Geschichte

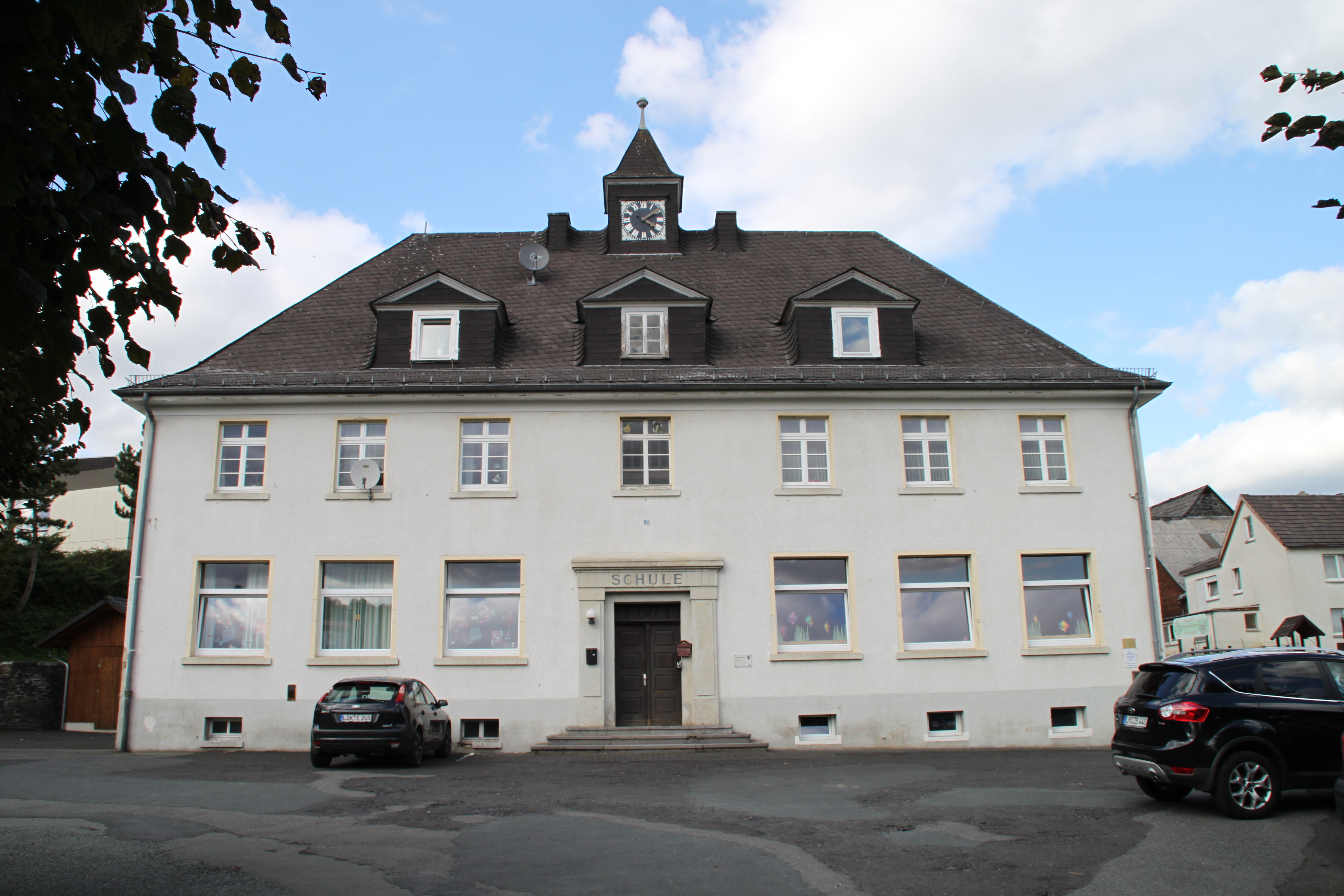
Ehemalige Schule

### Ortsgeschichte
Die älteste bekannte schriftliche Erwähnung erfolgte im Prümer Urbar im Jahr 881. Dort wird Waldhausen als Mark Ualthusa genannt.
Die Haupterwerbsquellen bildeten bis zum Jahr 1960 die Landwirtschaft und der Bergbau. Danach wurden durch die Erschließung eines Industrie- und Gewerbebetriebs mit der Ansiedlung von Betrieben neue Arbeitsplätze geschaffen.
Durch die Ausweisung von Baugebieten und deren Bebauung sind der Stadtteil Waldhausen und die Kernstadt Weilburg zusammengewachsen.
Hessische Gebietsreform (1970–1977)
Zum 31. Dezember 1970 fusionierten im Zuge der Gebietsreform in Hessen die bis dahin selbstständigen Gemeinden Ahausen, Bermbach, Drommershausen, Gaudernbach, Hasselbach, Hirschhausen, Kirschhofen, Odersbach und Waldhausen und die Stadt Weilburg auf freiwilliger Basis zur erweiterten Stadt Weilburg. Dadurch wurde Waldhausen ein Stadtteil von Weilburg.
Für die ehemals eigenständigen Gemeinden sowie für die Kernstadt wurde je ein Ortsbezirk mit Ortsbeirat und Ortsvorsteher nach der Hessischen Gemeindeordnung gebildet.

### Verwaltungsgeschichte im Überblick
Die folgende Liste zeigt die Staaten bzw. Herrschaftsgebiete und deren untergeordnete Verwaltungseinheiten, in denen Waldhausen lag:
- vor 1806: Heiliges Römisches Reich, Fürstentum Nassau-Weilburg, Amt Löhnberg
- ab 1806: Herzogtum Nassau,  Amt Löhnberg
- ab 1816: Herzogtum Nassau, Amt Weilburg
- ab 1849: Herzogtum Nassau, Kreisamt Hadamar
- ab 1854: Herzogtum Nassau, Amt Weilburg
- ab 1867: Norddeutscher Bund[Anm. 1], Königreich Preußen, Provinz Hessen-Nassau, Regierungsbezirk Wiesbaden, Oberlahnkreis
- ab 1871: Deutsches Reich, Königreich Preußen, Provinz Hessen-Nassau, Regierungsbezirk Wiesbaden, Oberlahnkreis
- ab 1918: Deutsches Reich, Freistaat Preußen, Provinz Hessen-Nassau, Regierungsbezirk Wiesbaden, Oberlahnkreis
- ab 1944: Deutsches Reich, Freistaat Preußen, Provinz Nassau, Oberlahnkreis
- ab 1945: Amerikanische Besatzungszone, Groß-Hessen, Regierungsbezirk Wiesbaden, Oberlahnkreis
- ab 1946: Amerikanische Besatzungszone, Land Hessen, Regierungsbezirk Wiesbaden, Oberlahnkreis
- ab 1949: Bundesrepublik Deutschland, Land Hessen, Regierungsbezirk Wiesbaden, Oberlahnkreis
- ab 1968: Bundesrepublik Deutschland, Land Hessen, Regierungsbezirk Darmstadt, Oberlahnkreis
- ab 1971: Bundesrepublik Deutschland, Land Hessen, Regierungsbezirk Darmstadt, Oberlahnkreis, Stadt Weilburg[Anm. 2]
- ab 1974: Bundesrepublik Deutschland, Land Hessen, Regierungsbezirk Darmstadt, Landkreis Limburg-Weilburg, Stadt Weilburg
- ab 1981: Bundesrepublik Deutschland, Land Hessen, Regierungsbezirk Gießen, Landkreis Limburg-Weilburg, Stadt Weilburg

### Bevölkerung
Einwohnerentwicklung
| Waldhausen: Einwohnerzahlen von 1834 bis 2020 | Waldhausen: Einwohnerzahlen von 1834 bis 2020 | Waldhausen: Einwohnerzahlen von 1834 bis 2020 | Waldhausen: Einwohnerzahlen von 1834 bis 2020 | Waldhausen: Einwohnerzahlen von 1834 bis 2020 |
| --- | --------------------------------------------- | --------------------------------------------- | --------------------------------------------- | --------------------------------------------- |
| Jahr |                                               |                                               |                                               | Einwohner                                     |
| 1834 | 1834                                          |                                               | 468                                           | 468                                           |
| 1840 | 1840                                          |                                               | 510                                           | 510                                           |
| 1846 | 1846                                          |                                               | 575                                           | 575                                           |
| 1852 | 1852                                          |                                               | 559                                           | 559                                           |
| 1858 | 1858                                          |                                               | 556                                           | 556                                           |
| 1864 | 1864                                          |                                               | 615                                           | 615                                           |
| 1871 | 1871                                          |                                               | 598                                           | 598                                           |
| 1875 | 1875                                          |                                               | 587                                           | 587                                           |
| 1885 | 1885                                          |                                               | 658                                           | 658                                           |
| 1895 | 1895                                          |                                               | 605                                           | 605                                           |
| 1905 | 1905                                          |                                               | 616                                           | 616                                           |
| 1910 | 1910                                          |                                               | 624                                           | 624                                           |
| 1925 | 1925                                          |                                               | 672                                           | 672                                           |
| 1939 | 1939                                          |                                               | 688                                           | 688                                           |
| 1946 | 1946                                          |                                               | 895                                           | 895                                           |
| 1950 | 1950                                          |                                               | 917                                           | 917                                           |
| 1956 | 1956                                          |                                               | 913                                           | 913                                           |
| 1961 | 1961                                          |                                               | 952                                           | 952                                           |
| 1967 | 1967                                          |                                               | 1.038                                         | 1.038                                         |
| 1970 | 1970                                          |                                               | 1.081                                         | 1.081                                         |
| 1980 | 1980                                          |                                               | ?                                             | ?                                             |
| 1990 | 1990                                          |                                               | ?                                             | ?                                             |
| 2000 | 2000                                          |                                               | ?                                             | ?                                             |
| 2011 | 2011                                          |                                               | 1.293                                         | 1.293                                         |
| 2016 | 2016                                          |                                               | 1.979                                         | 1.979                                         |
| 2020 | 2020                                          |                                               | 1.396                                         | 1.396                                         |
| Datenquelle: Historisches Gemeindeverzeichnis für Hessen: Die Bevölkerung der Gemeinden 1834 bis 1967. Wiesbaden: Hessisches Statistisches Landesamt, 1968. Weitere Quellen: LAGIS; Stadt Weilburg; Zensus 2011 |                                               |                                               |                                               |                                               |

Einwohnerstruktur 2011
Nach den Erhebungen des Zensus 2011 lebten am Stichtag dem 9. Mai 2011 in Waldhausen 1293 Einwohner. Darunter waren 69 (5,3 %) Ausländer.
Nach dem Lebensalter waren 177 Einwohner unter 18 Jahren, 513 zwischen 18 und 49, 327 zwischen 50 und 64 und 276 Einwohner waren älter.
Die Einwohner lebten in 570 Haushalten. Davon waren 168 Singlehaushalte, 177 Paare ohne Kinder und 162 Paare mit Kindern, sowie 57 Alleinerziehende und 6 Wohngemeinschaften. In 123 Haushalten lebten ausschließlich Senioren und in 369 Haushaltungen lebten keine Senioren.
Religionszugehörigkeit
| • 1885: | 649 evangelische (= 98,63 %), 9 katholische (= 1,37 %) Einwohner            |
| • 1961: | 848 evangelische (= 89,08 %), 108 römisch-katholische (= 11,34 %) Einwohner |

## Politik
In Waldhausen besteht ein Ortsbeirat. Nach den Kommunalwahlen in Hessen 2021 ist Mathis Klapper der Ortsvorsteher.

## Kultur und Sehenswürdigkeiten

### Kulturdenkmäler
Siehe Liste der Kulturdenkmäler in Weilburg-Waldhausen

### Vereine
Auf Ortsebene bestehen die Vereine Frauenhilfe Waldhausen, Freiwillige Feuerwehr Waldhausen e. V., gegr. 1908 (einschl. Jugendfeuerwehr seit 1. Juli 1970 und Kinderfeuerwehr seit 19. März 2011), Gemischter Chor „Germania“ 1873 Waldhausen e. V., Kur- und Verschönerungsverein 1965 Waldhausen, Rassegeflügelzuchtverein Waldhausen und der TuS Waldhausen.

### Dolles Dorf
Am 31. Mai 2012 wurde Waldhausen in der hessenschau des hr-fernsehens als Dolles Dorf gezogen. In dieser Serie werden hessische Dörfer, die im Jahr 1974 unter 2000 Einwohner hatten, vorgestellt. Der Beitrag wurde am 2. Juni 2012 im hr-fernsehen ausgestrahlt.

## Infrastruktur
In Waldhausen sorgt die Freiwillige Feuerwehr Waldhausen für den abwehrenden Brandschutz und die allgemeine Hilfe. Erziehungsstätte ist der Evangelische Kindergarten Waldhausen in der Merenberger Straße.
Es bestehen das Bürgerhaus, der Sportplatz, Kinderspielplätze und Wanderwege.